# Dr. Huckenbush
Uzasadnienie:  To jest jeden i ten sam zespół różnie pisany, repertuar jest ten sam
Dr. Huckenbush – polska grupa muzyczna (duet) powstała w 1981 z inicjatywy Andrzeja Rdułtowskiego i Waldemara Księżarczyka. Wykonywała covery znanych, światowych grup rockowych z własnymi, wulgarnymi tekstami. A. Rdułtowski twierdzi w udzielonym wywiadzie, że nie były to covery, ale „luźna inspiracja”. Duet jest często mylony z Dr. Hackenbush – zespołem grającym wyłącznie własny repertuar A. Rdułtowskiego.

## Skład zespołu

### Obecny skład
- Andrzej „Zmora” Rdułtowski – śpiew, gitara elektryczna
- Jacek Jankowski – gitara basowa
- Aleksander Szmidt – perkusja

### Dawny skład
- Andrzej „Zmora” Rdułtowski (Fred Standart) – śpiew, gitara elektryczna, instrumenty perkusyjne, instrumenty klawiszowe
- Waldemar „Wally” Księżarczyk (William Kox) – śpiew, gitara basowa, instrumenty perkusyjne, instrumenty klawiszowe

Duet ten uzupełniali muzycy sesyjni.

## Historia
Początki grupy sięgają 1981, jednak duet grał razem znacznie wcześniej. Pierwszym przerobionym utworem był Purple Haze Jimiego Hendriksa. Początkowo projekt nazywał się Fred Standard and William Kox, ale nazwa nie przyjęła się ze względu na długość i została zmieniona na Dr. Huckenbush. Była to zmodyfikowana nazwa grupy Dr. Hackenbush, z którą był kojarzony Andrzej Rdułtowski, założyciel formacji. Często nazwa zespołu była uzupełniana pseudonimami Fred Standart (lub Standard) i William Kox (lub Cox) dla odróżnienia od grupy Dr. Hackenbush. W 1984 zespół zawiesił działalność – Rdułtowski założył własne studio nagrań, a Księżarczyk wyemigrował z kraju. Pomimo tego ukazywały się kolejne albumy, będące efektem ponownego masteringu i kompilacji wcześniejszych nagrań.
Zespół po przerwie na przełomie wieków, w okrojonym składzie reaktywował działalność w 2005 i wykonuje obecnie własne utwory.
W 2009 grupa w składzie byłych muzyków Dr. Huckenbusha (Andrzej Rdułtowski, Jacek Jankowski, Aleksander Szmidt) wznowiła działalność po 25 latach nieobecności na scenie. Inauguracyjny koncert odbył się w Gdyni w klubie Ucho (29 marca 2009) i został zarejestrowany z myślą o wydaniu płyty DVD, potem zespół grał np. podczas otwarcia warszawskiego klubu Fono Bar (23 kwietnia). Grupa przypomniała publiczności repertuar z lat 80, zarówno z autorskiego dorobku A. Rdułtowskiego (Dr. Hackenbush) jak i wulgarne coverowe piosenki Dr. Huckenbusha.
W tym składzie i pod nazwą Dr. Hackenbush zespół wydał dotychczas kilka płyt.

## Płyty CD
- Hackenbush Live (Edycja Klubowa) (Warszawa Fonobar 2009)
- Córka Generała (Soliton 2010)

## Płyty DVD
- Dr. Hackenbush Live 2009 (Edycja Klubowa) (Gdynia Ucho 2009)

## Dyskografia
- Dr. Huckenbush vol.1 (Fala 1981)
- Dr. Huckenbush vol.2 (Fala 1981)
- Czarna Ziemnia vol.1 (Fala 1981)
- Czarna Ziemnia vol.2 (Fala 1981)
- Nienormalny
- Live 95
- Return (Mózg Generała Records 1996)
- Jabole – (Soliton 2005)
- Betoman – (Soliton 2007)
- Czarna Ziemnia – (2009)[1]
- Córka Generała (2010)

Albumy wydane przed 1996 mają bardzo niską jakość dźwięku.
Nieautoryzowane albumy:
- Dr. Huckenbush 3 (Fala)
- Dr. Huckenbush 4 (Fala)
- Ballady (Mózg Generała Records 1996)
- 20 Lat (1975-1995) (Mózg Generała Records)

## Najsłynniejsze przeróbki (covery)
- You Really Got Me The Kinks – Nie ruszaj kurwy albo Jasiu
- All Day and All of The Night The Kinks – Ogród Rycha
- The Last Time The Rolling Stones – Nie graj ze mną w chuja
- Out of Time The Rolling Stones – Mięgwa
- Run For Your Life The Beatles – Kosa
- She’s a Woman The Beatles – Było po chuju albo Zgniły mi jaja
- Imagine John Lennon – Z jebaniem to jest tak
- No Milk Today Herman’s Hermits – Jebał cię pies
- Let`s Twist Again Chubby Checker – O skurwysyn
- Walking By Myself Johnny Winter – Wiosna
- Purple Haze Jimi Hendrix – Pasja
- Mull Of Kyntire Wings – Czy pałę ssiesz?
- Venus Shocking Blue, Bananarama – Zegarek
- Guantanamera José Fernández Díaz – Boli mnie cewa